# ФК «Ротор» в сезоне 1982
Сезон 1982 — 44-й сезон для футбольного клуба «Ротор» в турнирах союзного уровня.

## Тренерский штаб
| Руководитель        | Дата рождения    | Должность      | Срок работы   |
| До конца июня       | До конца июня    | До конца июня  | До конца июня |
| ------------------- | ---------------- | -------------- | ------------- |
| Геннадий Шершнев    | 19 сентября 1943 | старший тренер |               |
| Юрий Маркин         | 1937             | тренер         |               |
| Александр Кашигин   | 1 января 1952    | тренер         |               |
| С конца июня        |                  |                |               |
| Виктор Корольков    | 26 февраля 1936  | старший тренер |               |
| Валентин Гроховский | 31 июля 1933     | тренер         |               |
| Александр Кашигин   | 1 января 1952    | тренер         | до сентября   |

## Состав
| Виктор Владющенков   | 5 ноября 1951   | Волга (Горький)           |
| Александр Есипенко   | 12 января 1950  | Заря (Ворошиловград)      |
| Виктор Кумыков       | 25 июня 1963    |                           |
| Защитники            |                 |                           |
| Василий Береснев     | 1957            | Салют (Белгород)          |
| Владимир Васяев      | 29 ноября 1957  | Крылья Советов (Куйбышев) |
| Виталий Князев       | 1960            | Торпедо (Волжский)        |
| Владимир Морохин     | 20 октября 1955 | Торпедо (Тольятти)        |
| Александр Никитин    | 12 января 1960  | Спартак (Нальчик)         |
| Игорь Новокщенов     | 10 апреля 1961  |                           |
| Владимир Пантелеев   | 1960            | Сталь (Волгоград)         |
| Игорь Соколов        | 14 мая 1961     |                           |
| Полузащитники        |                 |                           |
| Владимир Брыкин      | 1 января 1954   | Спартак (Орёл)            |
| Валерий Ванин        | 3 ноября 1955   | Терек (Грозный)           |
| Александр Горошкевич | 11 декабря 1961 | Нистру (Кишинёв)          |
| Виктор Дивак         | 10 апреля 1955  | Торпедо (Волжский)        |
| Анатолий Комаров     | 1962            | Баррикады (Волгоград)     |
| Игорь Суровикин      | 17 января 1962  | ЦСКА (Москва)             |
| Валерий Таможников   | 17 мая 1961     |                           |
| Валерий Чупин        | 18 июня 1961    | Динамо (Барнаул)          |
| Нападающие           |                 |                           |
| Виктор Васильев      | 23 июля 1959    | Торпедо (Волжский)        |
| Сергей Волков        | 1960            | Текстильщик (Камышин)     |
| Александр Гузенко    | 27 февраля 1952 | Волгарь (Астрахань)       |
| Александр Никитин    | 4 февраля 1961  | Торпедо (Волжский)        |
| Сергей Резник        | 1955            | Судостроитель (Волгоград) |
| Вячеслав Чекунов     | 14 октября 1962 | Буревестник (Волгоград)   |

## Трансферы

### Зима 1981/1982
| Позиция | Игрок              | Клуб                        |
| ------- | ------------------ | --------------------------- |
| Вр      | Александр Есипенко | «Заря» (Ворошиловград)      |
| Защ     | Евгений Морозов    |                             |
| Защ     | Александр Никитин  | «Спартак» (Нальчик)         |
| ПЗ      | Владимир Брыкин    | «Спартак» (Орёл)            |
| ПЗ      | Валерий Ванин      | «Терек» (Грозный)           |
| ПЗ      | Валерий Чупин      | «Динамо» (Барнаул)          |
| Нап     | Сергей Резник      | «Судостроитель» (Волгоград) |
| Нап     | Вячеслав Чекунов   | «Буревестник» (Волгоград)   |

| Позиция | Игрок             | Клуб                 |
| ------- | ----------------- | -------------------- |
| Защ     | Александр Грязнов |                      |
| Защ     | Валерий Камынин   |                      |
| Защ     | Андрей Христич    |                      |
| ПЗ      | Вячеслав Кузнецов | «Торпедо» (Волжский) |
| ПЗ      | Андрей Чурзин     |                      |
| Нап     | Сергей Борисов    | «Торпедо» (Волжский) |
| Нап     | Сергей Кочетов    |                      |
| Нап     | Андрей Склокин    |                      |

### Лето
| Позиция | Игрок                | Клуб                |
| ------- | -------------------- | ------------------- |
| Защ     | Василий Береснев     | «Салют» (Белгород)  |
| Защ     | Владимир Пантелеев   | «Сталь» (Волгоград) |
| ПЗ      | Александр Горошкевич | «Нистру» (Кишинёв)  |

| Позиция | Игрок           | Клуб |
| ------- | --------------- | ---- |
| Защ     | Евгений Морозов |      |

## Матчи
− Победа
 − Ничья
 − Поражение

### Кубок СССР

#### Групповой этап
| 20 февраля 1982 1 матч | «Нефтчи» (Баку)                                 | 2:2      | «Ротор»                                     | Баку                                       |
| | 1:1 Машалла Ахмедов 14′ · 2:2 Шакир Гарибов 87′ | Протокол | 1:0 Валерий Ванин 4′ · 2:1 Виктор Дивак 51′ | Зрителей: 7 000 Судья: К.Ермаков (Фергана) |
| «Нефтчи» (Баку): Расулов, Гарибов, Азимов, Узбеков, Худиев (Абдуллаев), Михайлевский, Ахмедов (Али-заде), Садыков, Алиев, Исмайлов (Сафаров), Джавадов. · «Ротор»: Владющенков, Морозов, А.А.Никитин, Морохин, Васяев, Ванин, Гузенко, А.Б.Никитин (Резник), Дивак, Брыкин, Чупин. · А.Никитин. |                                                 |          |                                             |                                            |

| 23 февраля 1982 2 матч | СКА (Ростов-на-Дону)                                                                   | 3:2      | «Ротор»                                           | Сумгаит                                   |
| | 1:0 Михаил Дубинин 40′ (пен.) · 2:1 Вячеслав Дектерев 54′ · 3:2 Павел Гусев 86′ (пен.) | Протокол | 1:1 Сергей Резник 52′ · 2:2 Александр Гузенко 59′ | Зрителей: 3 000 Судья: В.Матвеев (Казань) |
| СКА (Ростов-на-Дону): Радаев, Гончаров, Оганесян, Яшин, Дектерев, Смолянинов, Романюк, Андреев, Дубинин (Гусев, 59), Пилипко, Сидоров (Романчук, 75). · «Ротор»: Владющенков, Князев, А.А.Никитин (Новокщенов), Морохин, Таможников (Васильев), Ванин, Гузенко, Резник (Морозов), Дивак, Брыкин, Чупин. · Романчук. |                                                                                        |          |                                                   |                                           |

| 26 февраля 1982 3 матч | «Ротор» | 0:0      | «Металлист» (Харьков) | Сумгаит                               |
| |         | Протокол |                       | Зрителей: 300 Судья: И.Лайно (Таллин) |
| «Ротор»: Есипенко, Морозов (Князев), Морохин, Чупин, Васяев, Суровикин (Ванин), Гузенко, А.Б.Никитин (Резник), Дивак, Брыкин, Васильев. · «Металлист» (Харьков): Сивуха, Камарзаев, Поточняк, Гунько, Косолапов, Берников, Лазарко, Недяк (Якубовский), Малько, Яворский (Дикий), Крамаренко (Свистун). · Недяк. |         |          |                       |                                       |

| 1 марта 1982 4 матч | «Ротор»               | 1:0      | СКА (Киев) | Сумгаит                                    |
| | 1:0 Сергей Резник 77′ | Протокол |            | Зрителей: 200 Судья: В.Белоусов (Волжский) |
| «Ротор»: Владющенков, Князев, Морохин, Чупин (Дивак), Васяев, Суровикин, Гузенко, А.Б.Никитин (Резник), Таможников, Ванин (Волков), Васильев. · СКА (Киев): Чеботарь, Маринцов (Зубенко), Янович, Крячко, Ледней, Наконечный, Иванов (Зинченко), Причиненко (Савран), Спиридон, Шихларов, Насташевский. · Ледней, Янович. |                       |          |            |                                            |

| 4 марта 1982 5 матч | «Памир» (Душанбе)                | 1:0      | «Ротор» | Баку                                     |
| | 1:0 Абдугапор Юлдашев 23′ (пен.) | Протокол |         | Зрителей: 600 Судья: Р.Адигезалов (Баку) |
| «Памир» (Душанбе): Тростенюк, Палабуюк, Мосягин, Курбанов (Кузнецов), Чередник, Ермолаев, Юлдашев (Азамов), Манаков, Азимов, Манасян (Р.Рахимов), Турсунов. «Ротор»: Владющенков, Князев, Морохин, Чупин, Васяев, Суровикин, Гузенко (Волков), Резник (Чекунов), Дивак, Ванин (Таможников), Васильев. |                                  |          |         |                                          |

#### Турнирная таблица. Группа «Баку»
| М | Клуб                  | 1   | 2   | 3   | 4   | 5   | 6   | И | В | Н | П | МЗ | МП | ±М  | О |
| - | --------------------- | --- | --- | --- | --- | --- | --- | - | - | - | - | -- | -- | --- | - |
| 1 | СКА (Ростов-на-Дону)  | –   | 2:0 | 1:1 | 2:0 | 3:2 | 1:0 | 5 | 4 | 1 | 0 | 9  | 3  | +6  | 9 |
| 2 | «Нефтчи» (Баку)       | 0:2 | –   | 1:0 | 1:0 | 2:2 | 2:0 | 5 | 3 | 1 | 1 | 6  | 4  | +2  | 7 |
| 3 | «Металлист» (Харьков) | 1:1 | 0:1 | –   | 2:1 | 0:0 | 4:0 | 5 | 2 | 2 | 1 | 7  | 3  | +4  | 6 |
| 4 | «Памир» (Душанбе)     | 0:2 | 0:1 | 1:2 | –   | 1:0 | 3:1 | 5 | 2 | 0 | 3 | 5  | 6  | −1  | 4 |
| 5 | «Ротор» (Волгоград)   | 2:3 | 2:2 | 0:0 | 0:1 | –   | 1:0 | 5 | 1 | 2 | 2 | 5  | 6  | −1  | 4 |
| 6 | СКА (Киев)            | 0:1 | 0:2 | 0:4 | 1:3 | 0:1 | –   | 5 | 0 | 0 | 5 | 1  | 11 | −10 | 0 |

 Выход в 1/8 финала.

### Чемпионат СССР. Первая лига

#### Первый круг
| 9 апреля 1982 1 матч | «Ротор» | 0:1      | «Локомотив» (Москва)       | Волгоград                                                      |
| 19:00 |         | Протокол | 0:1 Анатолий Сальников 85′ | Стадион: Центральный Зрителей: 36 000 Судья: В.Кузнецов (Омск) |
| «Ротор»: Владющенков, Ванин, А.А.Никитин, Морохин, Князев, Суровикин (А.Б.Никитин, 75), Гузенко, Чупин, Дивак, Брыкин, Васильев. · «Локомотив» (Москва): Бабурин, Бокий, Хомутецкий, Ильин, Сальников, Сафроненко (Павлов, 70), Муханов, Билялетдинов, Кузнецов, Харьков (Чесноков, 46), Шевченко. · А.А.Никитин (47'), Владющенков (85'). |         |          |                            |                                                                |

| 12 апреля 1982 2 матч | «Ротор»                                           | 2:0      | СКА (Хабаровск) | Волгоград                                                       |
| 19:00 | 1:0 Виктор Васильев 46′ · 2:0 Виктор Васильев 82′ | Протокол |                 | Стадион: Центральный Зрителей: 25 000 Судья: Р.Ходеев (Воронеж) |
| «Ротор»: Владющенков, Ванин, Морозов, Морохин, Князев, Суровикин, Гузенко, А.Б.Никитин (Резник, 70), Дивак, Брыкин (Чупин, 70), Васильев. · СКА (Хабаровск): Кушнарев, Черненко, Крищук (Крымский, 65), Бычек, Рютин, Петровский, Скоркин, Лобанов, Дроздов (В.Козлов), Окунев (Убайдуллаев, 46), Березин. · В.Козлов (60'). |                                                   |          |                 |                                                                 |

| 17 апреля 1982 3 матч | СКА «Карпаты» (Львов)                                 | 2:2      | «Ротор»                                        | Львов                                                      |
| 17:00 | 1:0 Станислав Кочубинский 6′ · 2:2 Виктор Никитюк 30′ | Протокол | 1:1 Виктор Дивак 12′ · 1:2 Виктор Васильев 22′ | Стадион: Дружба Зрителей: 11 000 Судья: В.Демихов (Москва) |
| СКА «Карпаты» (Львов): Швойницкий, Качур (Томич, 60), Буняк (В.Юрчишин, 50), Кондратов, Кочубинский, Никитюк, Саулевич, Сиверин (Рафальчук, 38), С.Юрчишин, Гамалий, Сакалов. · «Ротор»: Владющенков, Морозов, А.А.Никитин, Морохин, Ванин, Суровикин, Гузенко, А.Б.Никитин (Чупин, 80), Дивак, Брыкин (Таможников, 75), Васильев. · А.А.Никитин (81'). |                                                       |          |                                                |                                                            |

| 20 апреля 1982 4 матч | «Нистру» (Кишинёв)                              | 2:0      | «Ротор» | Кишинёв                                                          |
| 19:00 | 1:0 Юрий Дубровный 40′ · 2:0 Юрий Дубровный 54′ | Протокол |         | Стадион: Республиканский Зрителей: 18 300 Судья: В.Чекас (Львов) |
| «Нистру» (Кишинёв): Курочкин, Тегляцов, Карас (Максим), Рыбак, Щербей, Дубровин, Хлопотнов, Мосора (Зеленкин, 88), Батич, Дубровный, Чебану (Копыл, 60). «Ротор»: Владющенков, Морозов (Князев, 75), Таможников, Морохин, Ванин, Суровикин (Чупин, 23), Гузенко (Резник, 75), А.Б.Никитин, Дивак, Брыкин, Васильев. |                                                 |          |         |                                                                  |

| 25 апреля 1982 5 матч | «Ротор» | 0:0      | «Спартак» (Кострома) | Волгоград                                                            |
| 18:00 |         | Протокол |                      | Стадион: Центральный Зрителей: 21 000 Судья: Г.Ильяков (Симферополь) |
| «Ротор»: Владющенков, Морозов, Таможников, Морохин, Ванин, Суровикин (Чупин, 73), Гузенко (Резник, 70), А.Б.Никитин, Дивак, Брыкин, Васильев. «Спартак» (Кострома): Чистов, Сарайкин, Ноздрин (Зайцев, 80), Камзулин, Сапельников (Галочкин), Марусов, Неверов, В.Сотников, Комарницкий (Павленко, 87), Жульков, Файзулин. |         |          |                      |                                                                      |

| 28 апреля 1982 6 матч | «Ротор»                      | 1:1      | «Искра» (Смоленск)         | Волгоград                                                          |
| 19:00 | 1:1 Валерий Ванин 30′ (пен.) | Протокол | 0:1 Владимир Григорьев 15′ | Стадион: Центральный Зрителей: 13 000 Судья: Р.Мирзабекян (Ереван) |
| «Ротор»: Владющенков, Морозов, А.А.Никитин, Морохин, Ванин, Суровикин (Чупин, 73), Гузенко, А.Б.Никитин (Резник, 73), Дивак, Брыкин, Васильев. · «Искра» (Смоленск): А.Новиков, Падура, Бабенко, Николаенко, Григорьев, С.Новиков (Башкиров, 80), Кодылев, Гильманов, Нестеров, Коваль (Плотников, 46), Ткачев. · Васильев (89') — А.Новиков (89'). |                              |          |                            |                                                                    |

| 2 мая 1982 7 матч | «Ротор» | 0:0      | «Факел» (Воронеж) | Волгоград                                                     |
| 18:00 |         | Протокол |                   | Стадион: Центральный Зрителей: 14 500 Судья: Р.Рагимов (Баку) |
| «Ротор»: Владющенков, Морозов, А.А.Никитин, Морохин, Васяев, Ванин, Гузенко, А.Б.Никитин (Резник, 46), Дивак, Брыкин, Васильев. «Факел» (Воронеж): Ширяев, Лосев, Савченков, Шашкин, Ларионов, Осипов (Пономарев, 46), Соколов, Смирнов, Корешков, Мурашкинцев (Власов, 65), Пимушин. |         |          |                   |                                                               |

| 11 мая 1982 8 матч | «Динамо» (Киров)                                      | 2:1      | «Ротор»              | Киров                                                      |
| 18:30 | 1:0 Александр Козловских 10′ · 2:1 Сергей Чебанов 82′ | Протокол | 1:1 Виктор Дивак 52′ | Стадион: Шинник Зрителей: 10 000 Судья: Р.Ходеев (Воронеж) |
| «Динамо» (Киров): Перескоков, Анохин (Голоколосов, 82), Пархоменко, Базулев, Исупов (Ерько, 57), Стариков, Ердяков, Бочков, Козловских, Усатов (Чебанов, 77), Козлов. «Ротор»: Владющенков, Ванин, А.А.Никитин, Морохин, Васяев (Князев, 26), Суровикин (Чупин, 46), Гузенко, Резник (А.Б.Никитин, 46), Дивак, Брыкин, Васильев. |                                                       |          |                      |                                                            |

| 14 мая 1982 9 матч | «Шинник» (Ярославль) | 0:0      | «Ротор» | Ярославль                                             |
| 18:30 |                      | Протокол |         | Стадион: Шинник Зрителей: 5 000 Судья: Н.Юров (Томск) |
| «Шинник» (Ярославль): Чуркин, Шафранский, Н.Смирнов, Ф.Миронов, Вихарев, Ценин, Зюзин, Тесленко, Бодров (Мартьянов, 55), Пантелеев, А.Смирнов. «Ротор»: Владющенков, Ванин, А.А.Никитин, Морохин, Васяев, Чупин, Гузенко, А.Б.Никитин (Чекунов, 75), Дивак, Брыкин, Васильев. |                      |          |         |                                                       |

| 19 мая 1982 10 матч | «Ротор»                                                                                                  | 4:0      | «Гурия» (Ланчхути) | Волгоград                                                        |
| 19:00 | 1:0 Владимир Морохин 27′ · 2:0 Александр Никитин 30′ · 3:0 Александр Гузенко 33′ · 4:0 Сергей Резник 87′ | Протокол |                    | Стадион: Центральный Зрителей: 16 000 Судья: Р.Адигезалов (Баку) |
| «Ротор»: Владющенков (Есипенко, 76), Ванин, А.А.Никитин, Морохин, Васяев, Чупин (Суровикин, 76), Гузенко, А.Б.Никитин (Резник, 76), Дивак, Брыкин, Васильев. «Гурия» (Ланчхути): Абусеридзе, Данелия (Цховребашвили, 46), Гогохия, Хурцилава, Сомхишвили, Эбаноидзе, Кереселидзе, Чедия, Чхаидзе, Саникидзе, Ципле. | |          |                    |                                                                  |

| 22 мая 1982 11 матч | «Ротор» | 0:3      | СКА (Ростов-на-Дону)                                                                  | Волгоград                                                            |
| 18:00 |         | Протокол | 0:1 Роберт Бостанджан 48′ · 0:2 Роберт Бостанджан 55′ (пен.) · 0:3 Михаил Дубинин 85′ | Стадион: Центральный Зрителей: 17 000 Судья: В.Чехоев (Орджоникидзе) |
| «Ротор»: Владющенков, Ванин, А.А.Никитин, Морохин, Васяев, Чупин (Суровикин, 65), Гузенко, А.Б.Никитин, Дивак, Брыкин, Васильев. СКА (Ростов-на-Дону): Скотаренко, Гончаров, Андрющенко, Яшин, Оганесян (Хохленко, 82), Суворов, Романчук, Воробьев (Бостанджан), Кравченко, Смолянинов (Дубинин, 54), Сидоров. |         |          |                                                                                       |                                                                      |

| 28 мая 1982 12 матч | «Даугава» (Рига) | 4:2      | «Ротор»                                             | Рига                                                        |
| 18:30 | 1:1 Геннадий Шитик 27′ (пен.) · 2:1 Александр Старков 57′ · 3:1 Александр Старков 70′ · 4:1 Геннадий Шитик 75′ (пен.) | Протокол | 0:1 Александр Гузенко 12′ · 4:2 Виктор Васильев 77′ | Стадион: Даугава Зрителей: 5 200 Судья: В.Оганесян (Ереван) |
| «Даугава» (Рига): Кулаков, Кокарев (В.Вицеховский, 70), Деглис, Алексеенко, Шевляков, Пачко (Канищев, 46), Шитик, Афанасьев, Старков, С.Вицеховский, Семенов. «Ротор»: Владющенков, Ванин, А.А.Никитин, Морохин, Васяев (Новокщенов, 46), Чупин, Гузенко, А.Б.Никитин (Чекунов, 75), Дивак (Суровикин), Брыкин, Васильев. | |          |                                                     |                                                             |

| 2 июня 1982 13 матч | «Жальгирис» (Вильнюс)                                                                                              | 4:2      | «Ротор»                                             | Вильнюс                                                          |
| 19:00 | 1:0 Вальдас Каспаравичюс 3′ · 2:1 Сигитас Якубаускас 33′ · 3:2 Сигитас Якубаускас 40′ · 4:2 Сигитас Якубаускас 43′ | Протокол | 1:1 Александр Гузенко 13′ · 2:2 Виктор Васильев 37′ | Стадион: Жальгирис Зрителей: 6 800 Судья: Г.Сепиашвили (Тбилиси) |
| «Жальгирис» (Вильнюс): Юркус, Турскис, Латожа, Гражулис, Расюкас (Баранаускас, 62), Каспаравичюс, Данисявичюс, Мацкявичюс, Якубаускас, Малкявичюс, Станкявичюс (Янонис, 46). «Ротор»: Владющенков (Есипенко, 46), Ванин (Чекунов, 70), А.А.Никитин, Морохин, Васяев, Чупин, Гузенко, А.Б.Никитин (Резник, 46), Дивак, Брыкин, Васильев. | |          |                                                     |                                                                  |

| 8 июня 1982 14 матч | «Ротор»                                            | 2:2      | «Памир» (Душанбе)                                        | Волгоград                                                             |
| 19:00 | 1:0 Александр Гузенко 6′ · 2:0 Виктор Васильев 36′ | Протокол | 2:1 Валерий Турсунов 66′ (пен.) · 2:2 Вазген Манасян 75′ | Стадион: Центральный Зрителей: 11 000 Судья: Р.Мириманян (Октемберян) |
| «Ротор»: Владющенков, Ванин, А.А.Никитин, Морохин, Васяев, Чупин, Гузенко (А.Б.Никитин, 40; Новокщенов, 60), Резник, Дивак, Брыкин (Горошкевич, 65), Васильев. «Памир» (Душанбе): Тростенюк, Мурадов, Черевченко (Курбанов, 46), Палабуюк (Мосягин, 46), Чередник, Ермолаев, Азамов, Манаков (Рахимов, 70), Раимджанов, Манасян, Турсунов. |                                                    |          |                                                          |                                                                       |

| 11 июня 1982 15 матч | «Ротор»                                                                                           | 4:0      | «Звезда» (Джизак) | Волгоград                                                   |
| 19:00 | 1:0 Александр Гузенко 41′ · 2:0 Сергей Резник 47′ · 3:0 Сергей Резник 60′ · 4:0 Сергей Резник 88′ | Протокол |                   | Стадион: Центральный Зрителей: 8 000 Судья: В.Чекас (Львов) |
| «Ротор»: Владющенков, Ванин, Таможников, Морохин, Соколов, Чупин, Гузенко (Чекунов, 65), Резник, Суровикин (Новокщенов, 73), Брыкин, Васильев. «Звезда» (Джизак): Филатов, Морозов, Эннс, Кузьмин, Горюхов, Дьяченко, Постнов (Рудзявичюс, 55), Мережко, Шаймарданов (Поваляев, 46), Кухлевский, Баканов (Землянов, 50). |                                                                                                   |          |                   |                                                             |

| 16 июня 1982 16 матч | «Металлург» (Запорожье)                            | 2:0      | «Ротор» | Запорожье                                                  |
| 19:00 | 1:0 Валерий Алистаров 49′ · 2:0 Равиль Шарипов 55′ | Протокол |         | Стадион: Металлург Зрителей: 3 200 Судья: Э.Дидур (Москва) |
| «Металлург» (Запорожье): Шатохин, Черенков, Трегубов, Алистаров, Спицын, Дашкевич, Ковалев, Шарипов, Чанцев, Тимошенко (Комлев, 60), Гимро (Гуржеев, 75). «Ротор»: Владющенков, Ванин, Соколов, Морохин, Новокщенов, Чупин, Гузенко, Резник, Суровикин (Чекунов, 65), Брыкин, Васильев. |                                                    |          |         |                                                            |

| 20 июня 1982 17 матч | «Колос» (Никополь) | 6:1      | «Ротор»                 | Никополь                                                   |
| 19:30 | 1:0 Сергей Казанков 14′ · 2:0 Сергей Казанков 17′ · 3:0 Георгий Колядюк 29′ · 4:0 Владимир Мукомелов 31′ · 5:0 Сергей Казанков 40′ · 6:0 Сергей Казанков 56′ | Протокол | 6:1 Виктор Васильев 86′ | Стадион: Спартак Зрителей: 5 500 Судья: Э.Азим-заде (Баку) |
| «Колос» (Никополь): Кириенко (Андреев, 46), Приставка, Нечаев, Грунин, Кудя, Устинов, Шевчук (Черных, 60), Мукомелов, Константинов, Казанков, Колядюк (Приходько, 65). · «Ротор»: Владющенков (Есипенко, 46), Ванин, Соколов (Князев, 39), Морохин, Новокщенов (Горошкевич, 46), Чупин, Гузенко, Резник, Суровикин, Брыкин, Васильев. · Васильев (59'), Резник (72'). | |          |                         |                                                            |

| 12 июля 1982 18 матч | «Ротор»                   | 1:0      | СКА (Одесса) | Волгоград                                                        |
| 19:00 | 1:0 Александр Никитин 60′ | Протокол |              | Стадион: Центральный Зрителей: 10 200 Судья: Б.Кутлиев (Ашхабад) |
| «Ротор»: Владющенков, Береснев, А.А.Никитин, Морохин, Васяев (Соколов, 88), Чупин, Гузенко, Ванин, Дивак, Брыкин (Князев, 82), А.Б.Никитин (Суровикин, 61). · СКА (Одесса): Жекю, Щербина, Цыганков, Пучков, Коробочка, Марусин, Шумлин (Середенко, 82), Смаровоз (Красавцев, 65), В.Малый, Бадусов, Сырбу (Эсебуа, 75). · Пучков (78'). |                           |          |              |                                                                  |

| 15 июля 1982 19 матч | «Ротор»                                                                        | 3:1      | «Таврия» (Симферополь)    | Волгоград                                                        |
| 19:00 | 1:0 Виктор Васильев 18′ · 2:0 Валерий Чупин 37′ · 3:1 Валерий Ванин 40′ (пен.) | Протокол | 2:1 Александр Баранов 38′ | Стадион: Центральный Зрителей: 11 600 Судья: И.Мулелис (Вильнюс) |
| «Ротор»: Владющенков, Береснев, А.А.Никитин, Морохин, Васяев (Князев, 87), Чупин (Суровикин, 75), Гузенко, Ванин, Дивак, А.Б.Никитин (Резник, 65), Васильев. · «Таврия» (Симферополь): Юрковский, Литвин (Туховский, 46), Абжинов, Шелия (Горилый, 46), Сыроватский, Матухно, Каталимов, Гуляев (Чернецкий, 65), Баранов, Науменко, С.Причиненко. · А.А.Никитин (61'). |                                                                                |          |                           |                                                                  |

| 20 июля 1982 20 матч | СКА (Киев)                 | 1:1      | «Ротор»                 | Киев                                                      |
| 19:00 | 1:1 Александр Спиридон 40′ | Протокол | 0:1 Виктор Васильев 27′ | Стадион: ККВО Зрителей: 1 000 Судья: Л.Акселевич (Москва) |
| СКА (Киев): Белей, Крячко, Бугай, Улицкий (Литвинов, 51), Ледней, Наконечный, Куцев (Иванов, 36), Синельник, Спиридон, Маринцов, Насташевский. «Ротор»: Владющенков, Береснев, Князев, Морохин, Васяев, Чупин, Гузенко, Ванин (Суровикин, 70), Дивак, А.Б.Никитин (Резник, 74), Васильев. |                            |          |                         |                                                           |

| 24 июля 1982 21 матч | «Заря» (Ворошиловград)                                                   | 3:0      | «Ротор» | Ворошиловград                                                   |
| 18:00 | 1:0 Игорь Лукьянчук 9′ · 2:0 Юрий Ярошенко 65′ · 3:0 Игорь Лукьянчук 75′ | Протокол |         | Стадион: Авангард Зрителей: 7 200 Судья: А.Салиджанов (Ташкент) |
| «Заря» (Ворошиловград): Ткаченко (Чистяков, 76), Найденко (Славинский, 46), Тарасенко, Евсеев, Лукьянчук, Свердлов (Стульчин, 60), Колесников, Ярошенко, Заваров, Куксов, Бобков. «Ротор»: Владющенков, Береснев, Князев, Морохин, Васяев (Резник, 70), Чупин, Гузенко (Суровикин, 60), Ванин (Таможников, 78), Дивак, А.Б.Никитин, Васильев. |                                                                          |          |         |                                                                 |

#### Второй круг
| 30 июля 1982 22 матч | «Ротор»                                                                                                   | 4:0      | СКА «Карпаты» (Львов) | Волгоград                                                       |
| 19:00 | 1:0 Александр Гузенко 18′ · 2:0 Виктор Васильев 32′ · 3:0 Александр Никитин 47′ · 4:0 Виктор Васильев 49′ | Протокол |                       | Стадион: Центральный Зрителей: 15 000 Судья: В.Демихов (Москва) |
| «Ротор»: Владющенков, Береснев, Князев, Морохин, Васяев, Чупин, Гузенко (Резник, 85), Ванин (Брыкин, 64), Дивак (Суровикин, 75), А.Б.Никитин, Васильев. СКА «Карпаты» (Львов): Швойницкий, Бандура (Томич, 30; Лендел, 46), Никитюк, Кондратов, Качур, Сафронов, Саулевич, Буняк (Мартыненко, 65), Сиверин, Гамалий, Сакалов. | |          |                       |                                                                 |

| 2 августа 1982 23 матч | «Ротор»                                              | 2:2      | «Нистру» (Кишинёв)                                 | Волгоград                                                      |
| 19:00 | 1:1 Валерий Ванин 28′ (пен.) · 2:2 Валерий Чупин 64′ | Протокол | 0:1 Иван Карас 13′ · 1:2 Григорий Батич 47′ (пен.) | Стадион: Центральный Зрителей: 19 000 Судья: В.Глебов (Москва) |
| «Ротор»: Владющенков, Береснев, А.А.Никитин, Морохин, Васяев (Суровикин, 76), Чупин, Гузенко, Ванин, Дивак, А.Б.Никитин (Резник, 69), Васильев. «Нистру» (Кишинёв): Курочкин, Тегляцов, Карас (Зеленкин, 78), Рыбак, Щербей, Дубровин, Хлопотнов, Мосора (Тюников, 57), Батич, Дубровный, Чебану (Максим, 67). |                                                      |          |                                                    |                                                                |

| 8 августа 1982 24 матч | «Спартак» (Кострома) | 0:2      | «Ротор»                                       | Кострома                                                        |
| 17:00 |                      | Протокол | 0:1 Сергей Резник 73′ · 0:2 Сергей Резник 84′ | Стадион: Спартак Зрителей: 3 930 Судья: Г.Ильяков (Симферополь) |
| «Спартак» (Кострома): Петров, Сарайкин (Косарев, 60), Александров, Камзулин, Марусов, Егоров, Ноздрин, Коноплин, В.Сотников (Губжев, 49), Сапельников, Файзулин. · «Ротор»: Владющенков, Береснев, А.А.Никитин, Морохин, Васяев, Чупин, Гузенко (Брыкин, 79), Ванин, Дивак, А.Б.Никитин (Резник, 63), Васильев. · Резник (64'). |                      |          |                                               |                                                                 |

| 11 августа 1982 25 матч | «Искра» (Смоленск)   | 1:1      | «Ротор»                   | Смоленск                                                      |
| 18:30 | 1:1 Павел Коваль 65′ | Протокол | 0:1 Александр Гузенко 62′ | Стадион: Спартак Зрителей: 4 700 Судья: Р.Мирзабекян (Ереван) |
| «Искра» (Смоленск): Приходько, С.Новиков (Кукин, 65), Бабенко, Николаенко, Григорьев, Коровкин (Башкиров, 60), Падура, Гильманов (Ржепишевский, 50), Нестеров, Коваль, Делов. · «Ротор»: Владющенков, Береснев, А.А.Никитин, Морохин, Васяев, Чупин, Гузенко, Ванин, Дивак, Брыкин, Васильев (Новокщенов, 87). · Падура (72') — Береснев (55'). |                      |          |                           |                                                               |

| 20 августа 1982 26 матч | «Факел» (Воронеж)          | 1:0      | «Ротор» | Воронеж                                                              |
| 18:30 | 1:0 Александр Корешков 61′ | Протокол |         | Стадион: Центральный Зрителей: 17 000 Судья: В.Чехоев (Орджоникидзе) |
| «Факел» (Воронеж): Ширяев, Лосев, Савченков, Шашкин (Перевалов, 75), Ларионов, Осипов, Гришин, Шардыкин (Мхитарян, 46), Корешков, Мурашкинцев, Власов. «Ротор»: Владющенков, Береснев, А.А.Никитин, Морохин, Васяев, Чупин, Гузенко, Ванин, Дивак, Брыкин, Васильев (Суровикин, 75). |                            |          |         |                                                                      |

| 28 августа 1982 27 матч | «Ротор»                                       | 2:0      | «Динамо» (Киров) | Волгоград                                                       |
| 18:00 | 1:0 Сергей Резник 27′ · 2:0 Валерий Ванин 35′ | Протокол |                  | Стадион: Центральный Зрителей: 17 000 Судья: Р.Ходеев (Воронеж) |
| «Ротор»: Владющенков, Береснев, А.А.Никитин, Морохин, Васяев, Чупин, Гузенко, Ванин (Брыкин, 65), Дивак, Резник (А.Б.Никитин, 65), Васильев (Суровикин, 75). · «Динамо» (Киров): Бубнов, Статкевич, Марченков, Базулев, Исупов (Козлов, 28), Стариков (Бочков, 55), Кулаков, Макаров, Сорокин, Голоколосов (Чебанов, 64), Михневич. · Нереализованный пенальти: Виктор Васильев (72'). |                                               |          |                  |                                                                 |

| 31 августа 1982 28 матч | «Ротор»                                       | 2:1      | «Шинник» (Ярославль)            | Волгоград                                                   |
| 19:00 | 1:1 Сергей Резник 54′ · 2:1 Сергей Резник 70′ | Протокол | 0:1 Александр Никитин 8′ (авт.) | Стадион: Центральный Зрителей: 18 000 Судья: Н.Юров (Томск) |
| «Ротор»: Владющенков, Береснев, А.А.Никитин, Морохин, Брыкин, Чупин, Гузенко, Ванин (А.Б.Никитин, 64), Дивак, Резник, Васильев. · «Шинник» (Ярославль): Чуркин, Пантелеев (Зюзин, 70), Н.Смирнов, Козлов, Вихарев, Ценин, Бодров, Мартьянов (Смирнов, 75), Гаврилов, Шафранский, Пискунов. · Нереализованный пенальти: Александр Гузенко (60'). |                                               |          |                                 |                                                             |

| 6 сентября 1982 29 матч | «Гурия» (Ланчхути)                                | 2:0      | «Ротор» | Ланчхути                                                    |
| 18:00 | 1:0 Шота Сомхишвили 10′ · 2:0 Давид Саникидзе 27′ | Протокол |         | Стадион: Колхети Зрителей: 5 000 Судья: Р.Адигезалов (Баку) |
| «Гурия» (Ланчхути): Месхия, Рухадзе, Гогохия (Хурцилава, 75), Ахалдебашвили, Сомхишвили, Эбаноидзе (Ципле, 51), Копалейшвили, Цховребашвили (Бахтадзе, 77), Чхаидзе, Саникидзе, Чедия. «Ротор»: Владющенков, Береснев (Суровикин, 70), А.А.Никитин, Морохин, Брыкин, Чупин, Гузенко, Ванин, Дивак, Резник, Васильев (Новокщенов, 70). |                                                   |          |         |                                                             |

| 9 сентября 1982 30 матч | СКА (Ростов-на-Дону)   | 1:1      | «Ротор»               | Ростов-на-Дону                                                |
| 19:00 | 1:0 Олег Смолянинов 6′ | Протокол | 1:1 Валерий Ванин 69′ | Стадион: СКА Зрителей: 3 500 Судья: Е.Александров (Ярославль) |
| СКА (Ростов-на-Дону): Скотаренко, Гончаров (Оганесян, 30), Андрющенко, Яшин, Баркетов, Гусев, Романчук, Андреев, Смолянинов, Воробьев, Пападопуло (Еременко, 62; Гошкодеря, 80). «Ротор»: Владющенков, Новокщенов, А.А.Никитин, Морохин, Васяев, Чупин, Гузенко (Суровикин, 88), Брыкин (Ванин, 68), Дивак, Резник (Береснев, 81), Васильев. |                        |          |                       |                                                               |

| 14 сентября 1982 31 матч | «Ротор»               | 1:1      | «Даугава» (Рига)          | Волгоград                                                           |
| 19:00 | 1:1 Сергей Резник 55′ | Протокол | 0:1 Александр Канищев 30′ | Стадион: Центральный Зрителей: 20 000 Судья: Н.Амирэджиби (Тбилиси) |
| «Ротор»: Владющенков, Береснев, А.А.Никитин, Морохин, Васяев (Ванин, 70), Чупин, Гузенко, Брыкин, Дивак, Резник (А.Б.Никитин, 81), Васильев. · «Даугава» (Рига): Кулаков, Никишин, Деглис, Алексеенко, Шевляков, Пачко, Емельянов, Афанасьев, Старков, Милевский, Канищев. · Кулаков (35'). |                       |          |                           |                                                                     |

| 17 сентября 1982 32 матч | «Ротор» | 0:2      | «Жальгирис» (Вильнюс)                                        | Волгоград                                                    |
| 19:00 |         | Протокол | 0:1 Сигитас Якубаускас 36′ · 0:2 Станисловас Данисявичюс 62′ | Стадион: Центральный Зрителей: 18 000 Судья: И.Дутко (Львов) |
| «Ротор»: Владющенков, Ванин (А.Б.Никитин, 78), А.А.Никитин, Морохин, Васяев, Чупин, Гузенко, Брыкин, Дивак, Резник, Васильев. «Жальгирис» (Вильнюс): Юркус, Турскис, Латожа, Вилимас, Расюкас, Каспаравичюс, Данисявичюс, Мацкявичюс, Якубаускас, Малкявичюс, Янонис. |         |          |                                                              |                                                              |

| 23 сентября 1982 33 матч | «Памир» (Душанбе)                                          | 2:2      | «Ротор»                                             | Душанбе                                                            |
| 19:00 | 1:0 Валерий Турсунов 11′ (пен.) · 2:2 Валерий Турсунов 72′ | Протокол | 1:1 Александр Никитин 16′ · 1:2 Виктор Васильев 39′ | Стадион: им. М.В.Фрунзе Зрителей: 3 000 Судья: С.Геворгян (Ереван) |
| «Памир» (Душанбе): Тростенюк, Мурадов, Мосягин, Пилюгин (Витютнев, 75), Чередник, Ермолаев, Юлдашев, Манаков (Азимов, 46), Раимджанов, Манасян, Турсунов. «Ротор»: Владющенков, Ванин, А.А.Никитин, Морохин, Васяев, Чупин, Новокщенов (Береснев, 46), Брыкин, Дивак, А.Б.Никитин (Гузенко, 46; Резник, 71), Васильев. |                                                            |          |                                                     |                                                                    |

| 27 сентября 1982 34 матч | «Звезда» (Джизак)                                                              | 3:2      | «Ротор»                                             | Джизак                                                 |
| 17:30 | 1:0 Владимир Дьяченко 60′ · 2:1 Владимир Кухлевский 67′ · 3:2 Олег Морозов 87′ | Протокол | 1:1 Александр Никитин 63′ · 2:2 Виктор Васильев 72′ | Стадион: Джизак Зрителей: 4 500 Судья: В.Чекас (Львов) |
| «Звезда» (Джизак): Томилин, Айвазян, Эннс, Лобов, Фабарисов (Ковшов, 69), Дьяченко, Баканов, Морозов, Постнов (Кузьмин, 46), Кухлевский, Файрузов (Поваляев, 46). · «Ротор»: Владющенков, Новокщенов, А.А.Никитин, Морохин, Васяев, Чупин (Васильев, 67), Ванин, Брыкин, Дивак, Резник (Гузенко, 67), А.Б.Никитин. · Ковшов — Новокщенов (57'). |                                                                                |          |                                                     |                                                        |

| 1 октября 1982 35 матч | «Ротор»                                             | 2:1      | «Металлург» (Запорожье) | Волгоград                                                        |
| 19:00 | 1:1 Александр Никитин 45′ · 2:1 Владимир Брыкин 50′ | Протокол | 0:1 Виктор Трегубов 9′  | Стадион: Центральный Зрителей: 16 000 Судья: Р.Адигезалов (Баку) |
| «Ротор»: Владющенков, Дивак, А.А.Никитин, Морохин, Васяев, Чупин, Гузенко, Брыкин, Ванин, А.Б.Никитин, Васильев (Резник, 75). · «Металлург» (Запорожье): Шатохин, Черенков, Васильев, Трегубов, Бондарь, Дашкевич, Ковалев, Шарипов, Пряжников, Тимошенко, Гимро (Шафоростов, 86). · Трегубов (60'). |                                                     |          |                         |                                                                  |

| 4 октября 1982 36 матч | «Ротор»              | 1:0      | «Колос» (Никополь) | Волгоград                                                      |
| 19:00 | 1:0 Виктор Дивак 74′ | Протокол |                    | Стадион: Центральный Зрителей: 12 000 Судья: А.Хорлин (Москва) |
| «Ротор»: Владющенков, Дивак, А.А.Никитин, Морохин, Васяев, Чупин (Резник, 75), Гузенко, Брыкин, Ванин, А.Б.Никитин, Васильев. «Колос» (Никополь): Кириенко, Гусак, Нечаев, Грунин, Кудя, Устинов, Яковенко, Мукомелов, Сулла (Черных, 40), Казанков, Колядюк (Константинов, 75). |                      |          |                    |                                                                |

| 10 октября 1982 37 матч | СКА (Одесса)            | 1:2      | «Ротор»                                          | Одесса                                                 |
| 18:30 | 1:0 Николай Бадусов 24′ | Протокол | 1:1 Виктор Дивак 52′ · 1:2 Александр Никитин 87′ | Стадион: СКА Зрителей: 3 000 Судья: В.Демихов (Москва) |
| СКА (Одесса): Жекю, Щербина, Цыганков, Пучков, Сырбу, Марусин, Шумлин (Красавцев, 78), Смаровоз (Ковач, 75), В.Малый, Коробочка (Шахов, 65), Бадусов. «Ротор»: Владющенков, Дивак, А.А.Никитин, Морохин, Васяев, Чупин, Новокщенов (Береснев, 67), Брыкин, Ванин (Суровикин, 63), А.Б.Никитин, Резник (Гузенко, 75). |                         |          |                                                  |                                                        |

| 13 октября 1982 38 матч | «Таврия» (Симферополь)                                                         | 3:0      | «Ротор» | Симферополь                                                    |
| 19:00 | 1:0 Юрий Бондаренко 18′ · 2:0 Владимир Науменко 39′ · 3:0 Сергей Каталимов 55′ | Протокол |         | Стадион: Локомотив Зрителей: 6 280 Судья: Е.Герасименко (Баку) |
| «Таврия» (Симферополь): Юрковский, Абжинов, Баранов, Галустов, Сыроватский, Белозерский (Гуляев, 68), Каталимов, С.Причиненко (Матухно, 86), Петров (Туховский, 70), Науменко, Бондаренко. «Ротор»: Владющенков, Дивак, А.А.Никитин, Морохин, Васяев, Чупин (Новокщенов, 65), Береснев, Брыкин (Резник, 65), Ванин (Гузенко, 65), А.Б.Никитин, Васильев. |                                                                                |          |         |                                                                |

| 22 октября 1982 39 матч | «Ротор» | 7:1      | СКА (Киев)             | Волгоград                                                        |
| 19:00 | 1:0 Александр Гузенко 1′ · 2:0 Валерий Ванин 3′ · 3:0 Виктор Васильев 20′ · 4:0 Владимир Брыкин 21′ · 5:0 Александр Гузенко 28′ · 6:0 Валерий Ванин 35′ · 7:1 Сергей Резник 82′ | Протокол | 6:1 Дмитрий Гордей 55′ | Стадион: Центральный Зрителей: 14 000 Судья: С.Геворгян (Ереван) |
| «Ротор»: Владющенков, Дивак (Резник, 46), А.А.Никитин, Морохин, Васяев, Чупин (Суровикин, 46), Гузенко, Ванин, Брыкин, А.Б.Никитин (Береснев, 60), Васильев. СКА (Киев): Белей, Крячко, Бугай, Улицкий, Зинченко, Наконечный, Петренко, Иванов, Маринцов (Кузовлев, 46), Кицаев, Гордей. | |          |                        |                                                                  |

| 26 октября 1982 40 матч | «Ротор» | 5:2      | «Заря» (Ворошиловград)                                | Волгоград                                                            |
| 19:00 | 1:0 Александр Никитин 43′ · 2:1 Александр Никитин 61′ · 3:1 Виктор Васильев 72′ · 4:1 Виктор Васильев 76′ · 5:2 Александр Гузенко 87′ | Протокол | 1:1 Александр Малышенко 51′ · 4:2 Юрий Колесников 80′ | Стадион: Центральный Зрителей: 20 000 Судья: А.Салиуджанов (Ташкент) |
| «Ротор»: Владющенков, Береснев (Новокщенов, 70), А.А.Никитин, Морохин, Васяев, Чупин, Гузенко, Ванин, Брыкин, А.Б.Никитин (Резник, 82), Васильев. «Заря» (Ворошиловград): Чистяков, Славинский, Тарасенко, Евсеев, Лукьянчук, Юрченко, Ярошенко, Малышенко, Заваров (Колесников, 46), Куксов, Бобков. | |          |                                                       |                                                                      |

| 1 ноября 1982 41 матч | «Локомотив» (Москва)                                                        | 3:1      | «Ротор»                   | Москва                                                           |
| 19:00 | 1:0 Михаил Чесноков 9′ · 2:1 Владимир Муханов 52′ · 3:1 Михаил Чесноков 54′ | Протокол | 1:1 Александр Никитин 51′ | Стадион: Локомотив Зрителей: 2 000 Судья: Н.Амирэджиби (Тбилиси) |
| «Локомотив» (Москва): Бабурин, Павлов (Билялетдинов, 55), Бокий, Милешкин, Хомутецкий, Муханов, Дрожжин, Чесноков (Шевченко, 83), Кузнецов, Харьков, Сальников (Ильин, 70). · «Ротор»: Владющенков, Новокщенов, А.А.Никитин, Морохин, Васяев, Чупин, Гузенко (Резник, 40), Ванин, Брыкин, А.Б.Никитин, Васильев (Суровикин, 75). · Милешкин (35'). |                                                                             |          |                           |                                                                  |

| 5 ноября 1982 42 матч | СКА (Хабаровск)                                                          | 3:0      | «Ротор» | Хабаровск                                                         |
| 19:00 | 1:0 Сергей Березин 54′ · 2:0 Геннадий Рютин 65′ · 3:0 Сергей Березин 85′ | Протокол |         | Стадион: им. В.И.Ленина Зрителей: 2 800 Судья: Р.Ходеев (Воронеж) |
| СКА (Хабаровск): Кушнарев, Убайдуллаев, Петровский, Бычек, Рютин, Черненко (Оганесян, 67), Скоркин, Крымский, В.Козлов, Дроздов (Лобанов, 46), Березин. · «Ротор»: Владющенков, Новокщенов, А.А.Никитин, Морохин, Береснев, Чупин, Гузенко, Ванин, Брыкин, Резник, Суровикин (Пантелеев, 57; Чекунов, 75). · Береснев (38'). |                                                                          |          |         |                                                                   |

## Статистика

### Индивидуальная

#### Матчи и голы
|                                                      | Флаг СССР | Вр  | Виктор Владющенков   | 46 | -69 | 42 | -63 | 4 | -6 |
|                                                      | Флаг СССР | Вр  | Александр Есипенко   | 4  | -1  | 3  | -1  | 1 | 0  |
|                                                      | Флаг СССР | Вр  | Виктор Кумыков       | 0  | 0   | 0  | 0   | 0 | 0  |
|                                                      | Флаг СССР | Защ | Владимир Морохин     | 47 | 1   | 42 | 1   | 5 | 0  |
|                                                      | Флаг СССР | Защ | Александр Никитин    | 35 | 1   | 33 | 1   | 2 | 0  |
|                                                      | Флаг СССР | Защ | Владимир Васяев      | 34 | 0   | 30 | 0   | 4 | 0  |
|                                                      | Флаг СССР | Защ | Василий Береснев     | 20 | 0   | 20 | 0   | 0 | 0  |
|                                                      | Флаг СССР | Защ | Игорь Новокщенов     | 16 | 0   | 15 | 0   | 1 | 0  |
|                                                      | Флаг СССР | Защ | Виталий Князев       | 14 | 0   | 10 | 0   | 4 | 0  |
|                                                      | Флаг СССР | Защ | Игорь Соколов        | 4  | 0   | 4  | 0   | 0 | 0  |
|                                                      | Флаг СССР | Защ | Владимир Пантелеев   | 1  | 0   | 1  | 0   | 0 | 0  |
|                                                      | Флаг СССР | ПЗ  | Валерий Ванин        | 47 | 8   | 42 | 7   | 5 | 1  |
|                                                      | Флаг СССР | ПЗ  | Валерий Чупин        | 46 | 2   | 41 | 2   | 5 | 0  |
|                                                      | Флаг СССР | ПЗ  | Виктор Дивак         | 41 | 5   | 36 | 4   | 5 | 1  |
|                                                      | Флаг СССР | ПЗ  | Владимир Брыкин      | 41 | 2   | 38 | 2   | 3 | 0  |
|                                                      | Флаг СССР | ПЗ  | Игорь Суровикин      | 30 | 0   | 27 | 0   | 3 | 0  |
|                                                      | Флаг СССР | ПЗ  | Валерий Таможников   | 8  | 0   | 5  | 0   | 3 | 0  |
|                                                      | Флаг СССР | ПЗ  | Александр Горошкевич | 2  | 0   | 2  | 0   | 0 | 0  |
|                                                      | Флаг СССР | ПЗ  | Анатолий Комаров     | 0  | 0   | 0  | 0   | 0 | 0  |
|                                                      | Флаг СССР | Нап | Александр Гузенко    | 47 | 11  | 42 | 10  | 5 | 1  |
|                                                      | Флаг СССР | Нап | Виктор Васильев      | 43 | 16  | 39 | 16  | 4 | 0  |
|                                                      | Флаг СССР | Нап | Сергей Резник        | 39 | 13  | 34 | 11  | 5 | 2  |
|                                                      | Флаг СССР | Нап | Александр Никитин    | 37 | 9   | 34 | 9   | 3 | 0  |
|                                                      | Флаг СССР | Нап | Вячеслав Чекунов     | 7  | 0   | 6  | 0   | 1 | 0  |
|                                                      | Флаг СССР | Нап | Сергей Волков        | 2  | 0   | 0  | 0   | 2 | 0  |
| Футболисты, которые завершали сезон в других клубах: |           |     |                      |    |     |    |     |   |    |
|                                                      | Флаг СССР | Защ | Евгений Морозов      | 9  | 0   | 6  | 0   | 3 | 0  |

#### Бомбардиры
| Имя               | Первая лига | Кубок СССР | Всего |
| ----------------- | ----------- | ---------- | ----- |
| Виктор Васильев   | 16          | 0          | 16    |
| Сергей Резник     | 11          | 2          | 13    |
| Александр Гузенко | 10          | 1          | 11    |
| Александр Никитин | 9           | 0          | 9     |
| Валерий Ванин     | 7           | 1          | 8     |
| Виктор Дивак      | 4           | 1          | 5     |
| Владимир Брыкин   | 2           | 0          | 2     |
| Валерий Чупин     | 2           | 0          | 2     |
| Александр Никитин | 1           | 0          | 1     |
| Владимир Морохин  | 1           | 0          | 1     |
| Итого             | 63          | 5          | 68    |

#### «Сухие» матчи
| Имя                | Первая лига | Кубок СССР | Всего |
| ------------------ | ----------- | ---------- | ----- |
| Виктор Владющенков | 10          | 1          | 11    |
| Александр Есипенко | 0           | 1          | 1     |
| Итого              | 10          | 2          | 12    |

Примечание: в данной таблице учитываются только полные матчи (без замен), в которых вратарь не пропустил голов.

#### Дисциплинарные показатели
| Имя                | Первая лига  | Первая лига            | Первая лига | Кубок СССР   | Кубок СССР             | Кубок СССР | Всего        | Всего                  | Всего    |
| Имя                | Предупреждён | Yellow card · Red card | Red card    | Предупреждён | Yellow card · Red card | Red card   | Предупреждён | Yellow card · Red card | Red card |
| ------------------ | ------------ | ---------------------- | ----------- | ------------ | ---------------------- | ---------- | ------------ | ---------------------- | -------- |
| Александр Никитин  | 3            | 0                      | 0           | 1            | 0                      | 0          | 4            | 0                      | 0        |
| Василий Береснев   | 2            | 0                      | 0           | 0            | 0                      | 0          | 2            | 0                      | 0        |
| Сергей Резник      | 2            | 0                      | 0           | 0            | 0                      | 0          | 2            | 0                      | 0        |
| Виктор Васильев    | 2            | 0                      | 0           | 0            | 0                      | 0          | 2            | 0                      | 0        |
| Игорь Новокщенов   | 1            | 0                      | 0           | 0            | 0                      | 0          | 1            | 0                      | 0        |
| Виктор Владющенков | 1            | 0                      | 0           | 0            | 0                      | 0          | 1            | 0                      | 0        |
| Итого              | 11           | 0                      | 0           | 1            | 0                      | 0          | 12           | 0                      | 0        |

### Командная

#### Турнирная таблица
| М  | Клуб                    | И  | В  | Н  | П  | М     | ±М  | О  |
| -- | ----------------------- | -- | -- | -- | -- | ----- | --- | -- |
| 1  | «Жальгирис» (Вильнюс)   | 42 | 23 | 10 | 9  | 65−34 | +31 | 56 |
| 2  | «Нистру» (Кишинёв)      | 42 | 23 | 10 | 9  | 67−38 | +29 | 56 |
| 3  | «Колос» (Никополь)      | 42 | 22 | 11 | 9  | 63−38 | +25 | 55 |
| 4  | «Локомотив» (Москва)    | 42 | 21 | 13 | 8  | 63−32 | +31 | 54 |
| 5  | «Факел» (Воронеж)       | 42 | 21 | 13 | 8  | 60−33 | +27 | 54 |
| 6  | «Заря» (Ворошиловград)  | 42 | 19 | 9  | 14 | 65−52 | +13 | 47 |
| 7  | «Шинник» (Ярославль)    | 42 | 19 | 7  | 16 | 59−58 | +1  | 45 |
| 8  | «Даугава» (Рига)        | 42 | 16 | 12 | 14 | 58−51 | +7  | 44 |
| 9  | «Памир» (Душанбе)       | 42 | 16 | 12 | 14 | 49−49 | 0   | 44 |
| 10 | СКА «Карпаты» (Львов)   | 42 | 16 | 10 | 16 | 44−37 | +7  | 42 |
| 11 | СКА (Ростов-на-Дону)    | 42 | 16 | 10 | 16 | 59−52 | +7  | 42 |
| 12 | «Металлург» (Запорожье) | 42 | 17 | 7  | 18 | 54−42 | +12 | 41 |
| 13 | «Таврия» (Симферополь)  | 42 | 17 | 7  | 18 | 58−50 | +8  | 41 |
| 14 | «Ротор» (Волгоград)     | 42 | 14 | 12 | 16 | 63−64 | −1  | 40 |
| 15 | «Динамо» (Киров)        | 42 | 15 | 8  | 19 | 45−57 | −12 | 38 |
| 16 | СКА (Хабаровск)         | 42 | 14 | 10 | 18 | 34−48 | −14 | 38 |
| 17 | «Искра» (Смоленск)      | 42 | 13 | 13 | 16 | 53−67 | −14 | 38 |
| 18 | «Гурия» (Ланчхути)      | 42 | 15 | 7  | 20 | 48−67 | −19 | 37 |
| 19 | «Звезда» (Джизак)       | 42 | 14 | 9  | 19 | 56−77 | −21 | 37 |
| 20 | СКА (Одесса)            | 42 | 11 | 13 | 18 | 40−48 | −8  | 34 |
| 21 | СКА (Киев)              | 42 | 5  | 10 | 27 | 31−48 | −50 | 30 |
| 20 | «Спартак» (Кострома)    | 42 | 4  | 9  | 29 | 18−77 | −59 | 17 |

 Выход в высшую лигу.
 Выбывание во вторую лигу.
Примечание: турнир проводился в два круга, правила предусматривали 2 очка за победу, 1 за ничью (лимит ничьих равен 12).

#### Общая статистика
| Сыграно матчей                              | 47 (42 Первая лига, 5 Кубок СССР)                        |
| Победы                                      | 15 (14 Первая лига, 1 Кубок СССР)                        |
| Ничьи                                       | 14 (12 Первая лига, 2 Кубок СССР)                        |
| Поражения                                   | 18 (16 Первая лига, 2 Кубок СССР)                        |
| Забито мячей                                | 68                                                       |
| Пропущено мячей                             | 70                                                       |
| Разница мячей                               | −2                                                       |
| Пенальти: забитые/назначенные               | 3/5                                                      |
| Пенальти соперника: пропущенные/назначенные | 9/9                                                      |
| Предупреждения                              | 12                                                       |
| Удаления                                    | 0                                                        |
| Худшая дисциплина                           | Александр Никитин 4                                      |
| Лучший счёт                                 | 7:1 (Д) против СКА (Киев) — Первая лига, 22 октября 1982 |
| Худший счёт                                 | 1:6 (Г) против «Колос» — Первая лига, 20 июня 1982       |
| «Сухие» матчи                               | 13 (11 Первая лига, 2 Кубок СССР)                        |
| Наибольшее число матчей                     | 3 футболиста (47 матчей)                                 |
| Лучший бомбардир                            | Виктор Васильев (16 голов)                               |

Примечание: в данной таблице не учитываются результаты товарищеских матчей.

#### Общая статистика по турнирам
| Турнир      | И  | В  | Н  | П  | ЗМ | ПМ | ±М | ЖК | 2ЖК | КК | О              |
| ----------- | -- | -- | -- | -- | -- | -- | -- | -- | --- | -- | -------------- |
| Первая лига | 42 | 14 | 12 | 16 | 63 | 64 | −1 | 11 | 0   | 0  | 40/84 (47,6 %) |
| Кубок СССР  | 5  | 1  | 2  | 2  | 5  | 6  | −1 | 1  | 0   | 0  | 4/10 (40 %)    |
| Всего       | 47 | 15 | 14 | 18 | 68 | 70 | −2 | 12 | 0   | 0  | 44/94 (46,8 %) |